# Chris Hansen
Christopher "Chris" Edward Hansen, född 13 september 1959 i Chicago, är en amerikansk nyhetskorrespondent, känd för brottsrelaterade reportage för NBC News nyhetsmagasin Dateline NBC. I synnerhet är han känd för To Catch A Predator som mellan 2004 och 2007 var ett återkommande inslag i magasinet.
Hansen har för sina reportage och grävande journalistik belönats med åtta Emmys.

## Karriär

### Uppväxt och tidig karriär
Hansen föddes i Chicago. Vid åtta års ålder flyttade han med sin familj till Bloomfield Hills i Michigan. När Hansen var i tonåren försvann fackföreningsledaren Jimmy Hoffa efter att senast ha setts i Bloomfield Hills, försvinnandet orsakade nationell uppståndelse. Hansen har senare berättat att Hoffas försvinnande, FBI:s arbete på orten och all uppståndelse kring händelsen väckte hans intresse för journalistik och nyhetsrapportering.
Hansen gick senare på Brother Rice High School och tog därefter en Bachelor's degree (svensk motsvarighet: kandidatexamen) vid Michigan State University. Tidigt i karriären rapporterade han för lokala tv-kanaler i Michigan. Under 1988 började han arbeta för NBC:s samarbetskanal WDIV-TV i Detroit och fem år senare rekryterades han av NBC.

### NBC
Hansen började på NBC 1993. Året därpå började han arbeta som korrespondent för kanalens nyhetsmagasin Dateline NBC. För Dateline rapporterade han bland annat om bombdådet i Oklahoma City, Unabombarens rättegång, Columbinemassakern och han var på Manhattan för att bevaka 11 september-attackernas efterspel.

#### To Catch a Predator
Chris Hansen var initiativtagare till och programledare för To Catch a Predator (2004–2007), en serie undersökningar gjorda av Dateline i samarbete med Perverted-Justice, från och med den tredje undersökningen också i samarbete med de lokala polismyndigheterna. Dateline anlitade Perverted-Justices volontärer för att via chattrum agera lockbete i form av en minderårig pojke eller flicka, med syfte att locka fram personer beredda att begå sexuella övergrepp mot barn. Då en person chattade med lockbetet och ställde frågor av sexuell karaktär, och så småningom föreslog en träff, fick personen adressen till ett hus där Chris Hansen väntade med ett kamerateam från Dateline. I de upplagor polis medverkade arresterade de alltid personen efter att denne intervjuats av Hansen.
Inslagen blev populära och gjorde Hansen till en av NBC News mest kända ansikten. To Catch a Predator har 2022 ännu en internetbaserad gemenskap som ägnar tid på internetforum specifikt tillägnade undersökningarna, där de bland annat kartlägger de misstänkta personernas aktiviteter efter att de förekom i programmet. Därtill har seriens fans en Wikia som tillhandahåller information om serien.
Efter den nionde undersökningen, i Murphy, Texas, lades To Catch a Predator ned. Orsaken var att en av de misstänkta brottslingarna, Louis Conradt, begick självmord då polisen kom för att arrestera honom i hans hem, vilket gav upphov till en del negativ publicitet.
Med anledning av rykten om en utomäktenskaplig affär valde NBC att inte förlänga Hansens kontrakt efter 2013.

### Senare karriär
Hansen har efter sin tid med NBC arbetat med Killer Instinct with Chris Hansen, en tv-serie som ger inblick i olika komplexa mordfall. Serien sändes i tre säsonger mellan 2015 och 2017.
Hansen startade 2015 en gräsrotsfinansieringskampanj på Kickstarter för att kunna bekosta en ny serie undersökningar likt de i To Catch a Predator. Uppföljaren, Hansen vs. Predator, spelades in och sändes sedan som en del av nyhetsmagasinet Crime Watch Daily, som Hansen 2016 blev programledare för.
Hansen har sedan 2019 en Youtube-kanal, Have a Seat With Chris Hansen, som han använder till undersökningar liknande de han blivit känd för.
Sedan 2020 är Hansen värd för en podcast, Predators I've Caught, där han följer upp vad som hänt med medverkande i To Catch a Predator.